# PZL P.6
A PZL P.6 a lengyel PZL-nél 1930-ban kifejlesztett egymotoros vadászrepülőgép. Csak egy prototípus készült el.

## Története
A repülőgépet Zygmunt Puławski tervezte a légierő megrendelésére. A gép a soros motorral felszerelt, teljesen fémépítésű PZL P.1 továbbfejlesztett változata, amelybe egy kilenchengeres csillagmotort építettek be. Felépítése nagyrészt megegyezett a PZL P.1-ével, de jelentősen átdolgozták a törzset, módosították a szárnyat és a vezérsíkokat. A P.6 így 200 kg-mal könnyebb lett a P.1-nél. 1930 augusztusában hajtotta végre első felszállását Bolesław Orliński századossal a fedélzetén. 1930  decemberében a gépet bemutatták Le Bourget-ban, a 12. párizsi repülőgép kiállításon, ahol korszerű konstrukciójával nagy érdeklődést váltott ki. A következő évben, 1931. augusztus 29. és szeptember 7. között Orliński a P.6-tal részt vett az American National Air Races versenyen az Egyesült Államokban.
A P.6 sorozatgyártására nem került sor, mert időközben elkészült a továbbfejlesztett változat, a PZL P.7. Ebbe a Lengyelországban licenc alapján gyártott Bristol Jupiter VII F csillagmotort építették. A P.6-énál nagyobb teljesítményű motorral felszerelt P.7 jobb repülési teljesítményt nyújtott, így ennek a sorozatgyártásáról született döntés.
A P.6 október 11-én Częstochowa közelében a légcsavar törése miatt balesetet szenvedett. A gépet vezető Orlinski szerencsésen túlélte a balesetet.

## Szerkezeti kialakítása és műszaki jellemzői
A teljesen fémépítésű repülőgép a PZL P.1-nél először alkalmazott, jellegzetes tört sirály-szárnyat (Puławski-szárny) kapott. Törzsének ovális keresztmetszetű hátulsó része félhéjszerkezetű, a repülőgép dural borítású. A szárny hullámos lemezborítást kapott. A pilótafülke nyitott, a felső sirály-szárnyaknak köszönhetően jó kilátást biztosított a pilótának. A törzsben elhelyezett üzemanyagtartály vészhelyzetben ledobható volt. A törzs elején elhelyezett 331 kW (450 Le) teljesítményű Gnome–Rhône Jupiter VI FH csillagmotor egy kétágú fa légcsavart hajtott. A motor a légellenállást csökkentő Townend-gyűrűt kapott. Fegyverzetét két darab 7,9 mm-es géppuska alkotta, amelyet a törzs oldalába, a pilótafülke mellett építettek be.

## Műszaki adatai
Tömeg- és méretadatok
- Hossz: 7,16 m
- Magasság: 2,75 m
- Fesztáv: 10,30 m
- Szárnyfelület: 17,30 m²
- Üres tömeg: 865 kg
- Felszálló tömeg: 1340 kg

Motor
- Száma: 1 db
- Típusa: Gnôme–Rhone Jupiter VI FH
- Teljesítménye: 331 kW (450 Le)

Repülési adatok
- Legnagyobb sebesség: 292 km/h
- Leszálló sebesség: 103 km/h
- Emelkedő képesség: 10,3 m/s
- Hatósugár 600 km
- Szolgálati csúcsmagasság: 8000 m